# Behördenmaschine

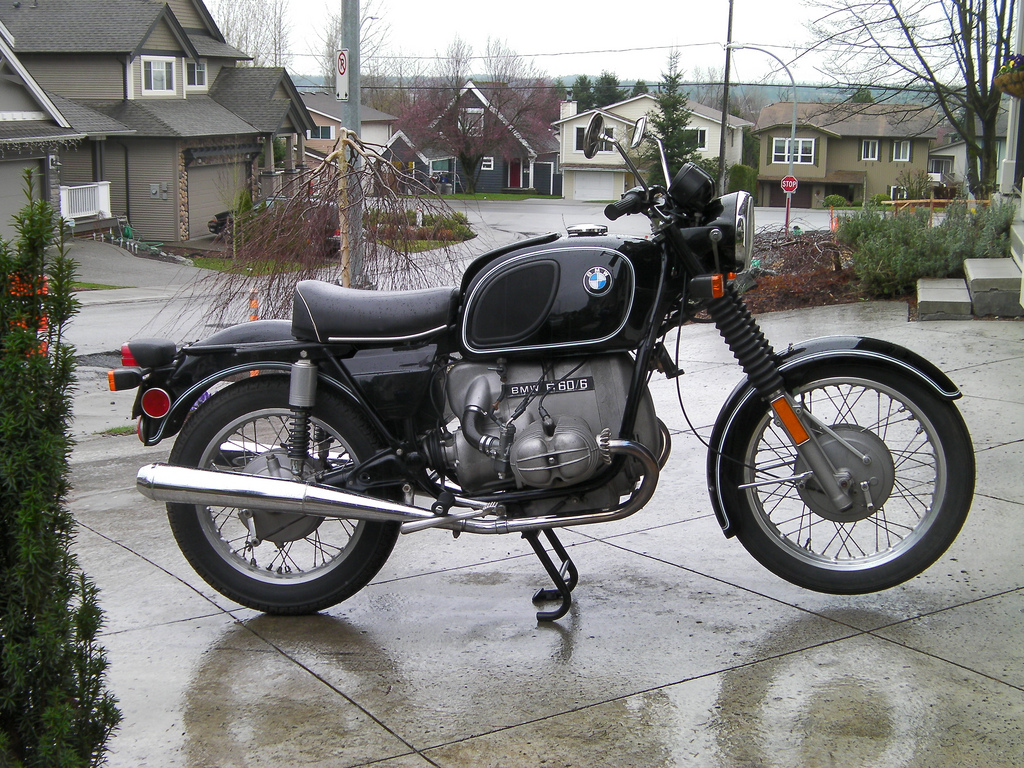
Deze BMW R 60/5 is ooit als dientsfiets ingezet, getuige het verlengde voorspatbord en het eenpersoons zadel

Een Behördenmaschine is een Duitse dienstmotor. 
De meeste Duitse motorfietsmerken bouwden wel ooit een Behördenmaschine, waar soms de typeaanduiding aan was aangepast, zoals de Maico M 250 B uit de jaren vijftig. Omdat het meestal militaire motoren betrof worden dergelijke motoren ook wel Bundeswehr genoemd, maar ook politiemotoren en motorfietsen in dienst van de Deutsche Bundespost waren Behördenmaschinen. De voormalige BMW-politiemotoren op de tweedehandsmarkt zijn nog vaak te herkennen aan het 180° voorspatbord, bedoeld om het publiek te beschermen tegen het draaiende voorwiel.